# Andra Nechita
Andra Loana Nechita es una actriz nacida en Onesti, Rumanía. Se mudó a Dublín con sus padres cuando ella ya tenía 5 años.

## Filmografía

### Series de televisión
| Año  | Título                | Personaje     |
| ---- | --------------------- | ------------- |
| 2011 | How I Met Your Mother | Hija de Robin |
| 2017 | Inhumans              | Iridia        |
| 2018 | Ballers               | Simone        |

### Películas
| Año  | Título                  | Personaje          |
| ---- | ----------------------- | ------------------ |
| 2009 | Why Am I Doing This?    | Niña               |
| 2011 | Bad Teacher             | Gaby               |
| 2015 | Cats Dancing on Jupiter | Kylie Philip joven |

### Cortometrajes
| Año  | Título                         | Personaje  |
| ---- | ------------------------------ | ---------- |
| 2011 | Hope                           | Estudiante |
| 2016 | Kara:Una historia de Star Wars | Kara       |